# آيت أو سراج آيت عمو أو علي (آيت عمو اوعلي)
آيت أو سراج آيت عمو أو علي هو دُوَّار يقع بجماعة سيدي الغندور، إقليم الخميسات، جهة الرباط سلا القنيطرة في المملكة المغربية. ينتمي الدوّار لمشيخة آيت عمو اوعلي التي تضم 6 دواوير. يقدر عدد سكانه بـ 378 نسمة حسب الإحصاء الرسمي للسكان والسكنى لسنة 2004.

## وصلات خارجية
- البوابة الوطنية للجماعات الترابية
- المندوبية السامية للتخطيط